# Latino (film)
|  | Denne artikel er oprettet af botten Steenthbot ud fra en ekstern database. Den kan derfor have sproglige fejl eller mangler. Denne skabelon kan fjernes efter kontrol af indholdet. |

Latino er en dansk kortfilm fra 1997 instrueret af Shaky González og efter manuskript af Shaky González og Søren Sveistrup.

## Medvirkende
- Runi Lewerissa, Luis
- Remi Lewerissa, Antonio
- Marina Bouras, Kristine
- Helmuth O. Stuven, Miguel
- Edith Clement, Rosita
- Claudia Rodas, Carolina